# Ernesto Grillo
Ernesto Grillo (Buenos Aires, 1 oktober 1929 – aldaar, 18 juni 1998) was een Argentijnse voetballer, die speelde als aanvallende middenvelder.
Grillo startte zijn carrière bij Independiente. Een hoogtepunt in zijn carrière kwam er in 1953 toen hij met de nationale ploeg tegen Engeland speelde op 14 mei en een legendarische goal maakte. Twee jaar later won hij met zijn team de Copa América 1955. Van 1957 tot 1960 waagde hij zich aan een Europees avontuur bij AC Milan. Hij scoorde in de finale van de Europacup I 1957/58 tegen Real Madrid, maar kon niet verhinderen dat zijn team met 3-2 de boot inging tegen de Madrilenen. In 1960 keerde hij terug naar Argentinië en ging bij Boca Juniors spelen, waar hij nog drie landstitels mee haalde.
Op 37-jarige leeftijd beëindigde hij zijn profcarrière. Vier jaar later ging hij nog als jeugdtrainer aan de slag bij Boca en bleef daar tot 1986. In 1997 kreeg hij een zware depressie. Grillo overleed uiteindelijk in juni 1998.